# Avant l'hiver
Pour plus de détails, voir Fiche technique et Distribution.
Avant l'hiver est un film français écrit et réalisé par Philippe Claudel, dont c'est le troisième long métrage, sorti le 27 novembre 2013.

## Synopsis
Paul est un neurochirurgien de soixante ans. Marié à Lucie, il croit son bonheur sans nuages. Pourtant, un beau jour on livre un bouquet de roses à la maison sans le nom de l'envoyeur,  puis d'autres suivent. À cette même période, Paul croise souvent le chemin de Lou, une jeune femme de 20 ans.

## Fiche technique
- Titre : Avant l'hiver
- Réalisation : Philippe Claudel
- Scénario : Philippe Claudel
- Musique : André Dziezuk
- Décors : Samuel Deshors
- Costumes : Indiana Sylla
- Photographie : Denis Lenoir
- Son : Pierre Lenoir
- Montage : Elisa Aboulker
- Production : Yves Marmion, Romain Rojtman
- Société de distribution : UGC Distribution
- Date de sortie :
  -  France : 27 novembre 2013

## Distribution
- Daniel Auteuil : Paul
- Kristin Scott Thomas : Lucie
- Leïla Bekhti : Lou

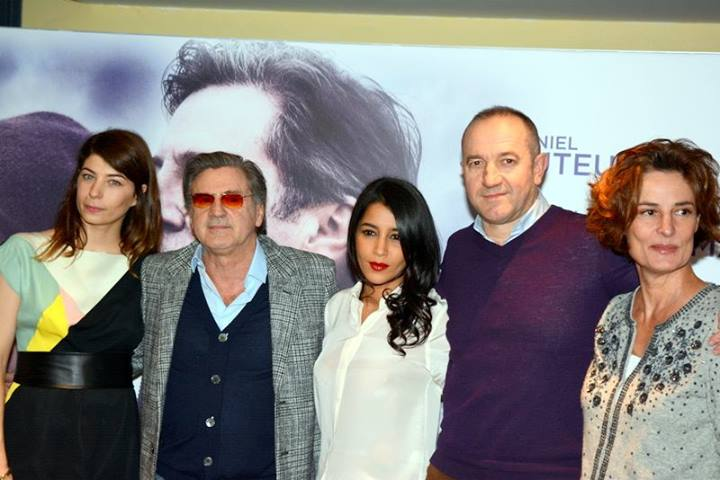
L'équipe du film à une avant-première.

- Richard Berry : Gérard, psychiatre ami de Paul et de Lucie
- Laure Killing : Mathilde, la sœur de Lucie
- Jérôme Varanfrain : Victor, le fils de Paul
- Vicky Krieps : Caroline, la femme de Victor
- Anne Metzler : Zoé Gassard, l'assistante de Paul au bloc
- Annette Schlechter : Mme Malek, la patiente à la tumeur
- Laurent Claret : Denis, le directeur de la clinique
- Lucie Debay : l'amie de Lou
- Jean-Louis Sbille : Fred

## Production

### Lieux de tournage
Le film a été tourné entre le 1er octobre et le 15 décembre 2012 au Luxembourg (dans la ville de Luxembourg et à Soleuvre). Philippe Claudel explique ce choix : « Je pensais faire une histoire messine, frontalière, mais il y avait une condition essentielle dans l'histoire qui est la maison du couple, assez particulière. Je cherchais une sorte de cube de verre, très maison d'architecte, avec une permanence de la nature, à la scandinave, une espèce de cage, cercueil de verre. J'ai fait venir une repéreuse qui a sillonné la Lorraine, mais qui ne m'a trouvé aucune maison pour laquelle j'avais un flash ».

## Bande originale
- La chanson Comme un p'tit coquelicot de Mouloudji est interprétée successivement par Biyouna puis par Leïla Bekhti.

## Autour du film
- Les trois acteurs Daniel Auteuil, Kristin Scott Thomas et Richard Berry s'étaient déjà retrouvés dans la comédie La Doublure (2006) où Auteuil et Scott Thomas jouaient également un couple marié.